# Propagandă revoluționară
Propagandă revoluționară înseamă difuzarea ideilor revoluționare.
În timp ce termenul de propagandă are o conotație mai degrabă negativă în zilele noastre, nu se întâmpla la fel și la începutul secolului al XX-lea, atunci când a fost născocit cuvântul. Termenul de „propagandă revoluționară” se presupune că ar fi avut o conotație pozitivă, ceva care să însemne: „difuzarea ideilor care vor ajuta oamenii să-și cucerească libertatea”.